# 아말라순타

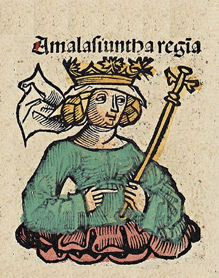

아말라순타(Amalasuntha, ? ~ 535년), 혹은 아말라수엔타(Amalasuentha), 아말라스빈타(Amalaswintha)는 동고트 왕국 국왕 테오도릭 대왕의 딸이며 동고트족의 여왕이다.
515년 동고트족 귀족 출신인 유타리크(Eutharic)과 결혼해 아들 아탈라릭과 딸 마테수엔타(Mathesuentha)를 두었다. 526년 테오도릭 대왕의 죽음 이후 아탈라릭이 동고트 왕국의 왕위를 이었으나 아말라순타가 섭정으로 권력을 잡았다. 옛 로마 문화에 빠져 자식들에게 로마식 교육을 시켰다.
534년 아탈라릭의 사망 이후 사촌 테오다하드와 함께 왕위에 올라 여왕이 되었다. 문예를 싫어한 테오다하드는 왕국 내의 아말라순타에 대한 반감을 이용, 그녀를 토스카나 호수의 볼세나 섬에 유폐시켰다. 아말라순타는 535년 목욕 중에 살해되었다.
아말라순타는 그녀의 재상 카시오도로스의 편지와 프로코피우스, 요르다네스 등의 역사가의 기록으로 알려졌다.